# تیراندازی دبیرستان سانتافه
در ۱۸ مه ۲۰۱۸، در دبیرستان سانتافه واقع در سانتافه، تگزاس، ایالات متحده آمریکا، تیراندازی رخ داد که ۱۰ تن کشته و دستکم ۱۰ تن دیگر زخمی شدند.
دیمیتروس پاگورتزیوس، دانش‌آموز ۱۷ ساله مظنون این حمله است که بازداشت شده‌است. تیراندازی در حدود ساعت ۸ صبح به وقت محلی و دقایقی پس از آغاز به کار مدرسه شروع شده‌است.